# ترور نافرجام حسین فاطمی

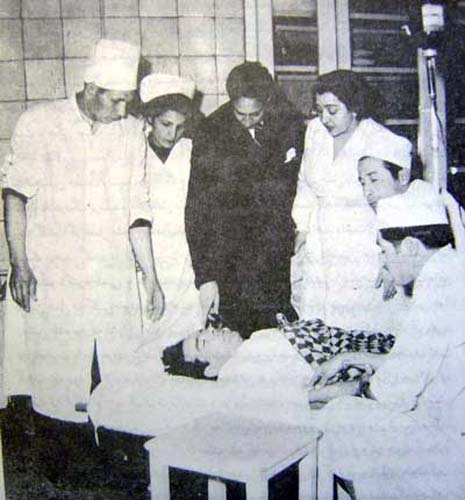
حسین فاطمی، روی تخت بیمارستان پس از ترور نافرجام (۲۵ بهمن ۱۳۳۰)

در ۲۵ بهمن ۱۳۳۰ فاطمی که نماینده مردم تهران نیز بود در حین سخنرانی بر مزار محمد مسعود مدیر روزنامه مرد امروز (واقع در گورستان ظهیرالدوله) توسط محمدمهدی عبدخدایی نوجوان ۱۵ ساله و عضو جمعیت فدائیان اسلام و به دستور سید عبدالحسین واحدی، نایب نواب صفوی، ترور شد که نافرجام ماند و گلوله به قلب او آسیبی نرساند.

## فاطمی و علت ترورش از زبان فاطمی
حسین فاطمی در مورد ترور خود چنین می‌گوید :
 «برای جامعه و ملتی که می‌خواهد زنجیرهای گران بندگی و غلامی را پاره کند، این‌طور رنج‌ها و جان سپردنها و قربانی دادن‌ها باید امری عادی و بسیار ساده تلقی شود. تنها آتش مقدسی که باید در کانون سینهٔ هر جوان ایرانی برای همیشه زبانه بکشد این آرزو و آرمان بزرگ و پاک است که جان خود را در راه رهایی جامعه و نجات ملت خود از چنگال استعمار و فقر و بدبختی و ظلم و جور بگذارد»

## روایتپریوش سطوتیهمسر فاطمی
پریوش سطوتی در رابطه با طرحهای ترور همسرش حسین فاطمی می‌گوید: در سالگرد ترور محمد مسعود، او و فاطمی تازه ازدواج کرده‌بودند. فاطمی به او گفته‌بود برای شرکت در مراسم تشییع محمد مسعود بر سر مزار او به شمیران برود. بر سر مزار مسعود، نوجوانی ۱۵ ساله به نام محمدمهدی عبدخدایی که به جمعیت فدائیان اسلام وابستگی داشت با هفت تیر به فاطمی شلیک می‌کند و چند تیر به قلب و طحال فاطمی اصابت می‌کند و از همان‌جا به بیمارستان نجمیه منتقل می‌شود. فاطمی در راه بیمارستان به همراهانش گفته بود که ماجرا به همسرش گفته نشود، در حالی که رادیو در همان روز و در همان موقع، خبر را اعلام کرده بود.

## روابت عبدخدایی ضارب فاطمی

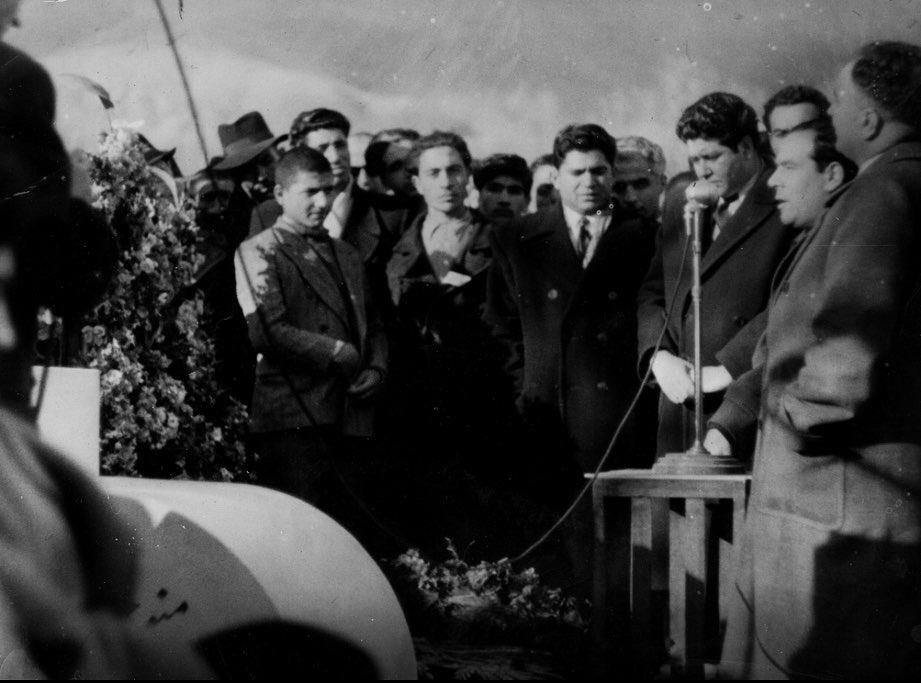
تصویری از لحظه ترور حسین فاطمی توسط محمدمهدی عبدخدایی، چاپ ‌شده در صفحه اول روزنامه کیهان روز شنبه مورخ ٢۶ بهمن ۱۳۳۰

محمد مهدی عبد خدایی دربارهٔ این ترور می‌گوید:
به محض این که ماشه اسلحه را کشیدم، اسلحه را بر زمین انداختم. در آن زمان آقای عباس گودرزی نامی بود که در تجریش جگر می‌فروخت و بهش می‌گفتند «عباس جیگرکی» که خم می‌شود و اسلحه را برمی‌دارد که مردم به سمتش هجوم می‌برند و او را می‌زنند. من در تمام این صحنه‌ها حاضر بودم چون کسی باورش نمی‌شد که یک نوجوان ۱۵ ساله با کلت کمری دکتر فاطمی را زده باشد. … ایستادم و تکبیر گفتم. پس از این بود که جمعیت به طرف من برگشتند.

وی در برنامه تلویزیونی هزار و یک شب که در تاریخ شانزدهم آبانماه ۱۳۹۱ از شبکه چهار صدا و سیمای جمهوری اسلامی ایران پخش گردید مدعی شد که اساساً گلوله‌ای به بدن دکتر فاطمی اصابت نکرده و ایشان در طول مدتی که در بیمارستان بستری بوده در مواجهه با پزشکان اقدام به تمارض می‌نموده‌است و گلوله در حقیقت به کیف دستی دکتر فاطمی برخود نموده و هرگز او را مصدوم نکرده بود.

او جایی دیگر وی بیان کرد که:
«اگر دوباره به گذشته برگردم حسین فاطمی را ترور می‌کنم.»
دلیل او و همفکرانش برای این ترور این بود که فاطمی را رابط بین شاه و مصدق می‌دانستند. عبدخدایی بر این باور است که با ترور فاطمی این رابطه به هم ریخت و فاطمی قصد داشت که در کابینه دوم مصدق وزیر دفاع شود که با ترور او برنامه منتفی شد.